# François-Jacques Derre
François-Jacques Derre (Brugge, 23 september 1797 (2 Vendemiaire jaar VI) - Parijs, 7 augustus 1888) was een Belgisch-Frans architect en beeldhouwer. Hij is vooral bekend als architect van meerdere Belgische gevangenissen tijdens de tweede helft van de negentiende eeuw. In Franse teksten wordt de naam vaak als Derré gespeld.

## Afkomst en basisopleiding
François Derre is afkomstig uit een familie die reeds in de zeventiende eeuw in Brugge gevestigd was. Zijn vader, Franciscus-Jacobus (ook François genoemd) (1770-1845) heeft bij de aangifte van zijn zoon in 1797 als beroep marbrier. In de bevolkingsregisters van Brugge is hij omstreeks 1810 vermeld als tailleur de pierres met een bedrijf in de omgeving van de Vlamingstraat - Korte Winkel. Zijn grootvader langs moederskant, metselaar Angelus Lingelet (1733-1818) was samen met plafonneur Joannes Van Sassenbrouck en timmerman Pieter Brulois verantwoordelijk voor de sloop van de restanten van de Waterhalle en de bouw van een neoclassicistische eenheidsbebouwing op de Markt van Brugge. Ooms en broers waren in de bouwsector actief als zelfstandig metselaar, timmerman, plafoneerder of beeldhouwer. Door gebrek aan opvolging is de activiteit van de familie Derre in deze sector in het midden van de negentiende eeuw uitgedoofd.
Hij was tussen 1808 en 1817 ingeschreven aan de Brugse academie voor cursussen figure en plaaster. Ook zijn broers Ange, Joseph, Charles, Pierre en Daniël en zijn neef Bernard volgden er les. François, Daniël en Pierre zijn volgens de bevolkingsregisters vertrokken naar Brussel, wellicht om er hun opleiding te voltooien.

## Verdere opleiding en begin van de beroepsactiviteit
Over het verblijf van François Derre in Brussel werd nog geen informatie gevonden.
Hij was in 1828 als beeldhouwer betrokken bij de oprichting van de Fontaine Gaillon (Parijs, 2de arrondissement) (architect Louis Visconti).
Op 13 juli 1833 trouwde hij te Parijs met Sophie Louise Courtain.
In 1836 werd een doopvont van zijn hand tentoongesteld in Brussel.
In 1845 was hij, samen met zijn broer, als onderaannemer voor het uitvoeren van beeldhouwwerk voor de gemeente Montreuil-sous-Bois, betrokken in een rechtszaak.
In de erfenisaangifte die eind 1845 opgemaakt werd na het overlijden van zijn vader, werden hij en zijn broer Daniel vermeld als beeldhouwer te Parijs. Hij heeft zich voor de aangifte laten vertegenwoordigen door Albert Gregorius, directeur van de Brugse Academie.
Op 25 november 1845 werden Daniel Derre en François-Jacques Derre, beeldhouwers geboren in België, tot Fransman genaturaliseerd.
In de catalogus van een Parijse tentoonstelling van 1853 wordt hij vermeld met twee beeldhouwwerken (cat. nr. 1304-1305).
In 1858 schonk hij een superbe bénitier van zijn hand aan de Saint-Séverinkerk te Parijs.

## Activiteit als architect in België

### Gevangeniswezen
François Derre was, als medewerker van Joseph Jonas Dumont betrokken bij het ontwerp een reeks Belgische gevangenissen volgens de richtlijnen van toenmalig inspecteur-generaal van het gevangeniswezen Edouard Ducpétiaux. Na de dood van Dumont zorgde hij voor de uitvoering van deze projecten.
- Gevangenis van Hasselt (1859, in samenwerking met Herman Jaminé, nu gebruikt door de Universiteit Hasselt)
- Gevangenis van Gent (de zg. Nieuwe Wandeling) (1859-1861)
- Gevangenis van Dendermonde (1861-1863)[11]
- Hulpgevangenis van Leuven (1866-1869)
- Gevangenis van Doornik (1868-1871)
- Gevangenis van Sint-Gillis (1878-1884, samen met Joseph Jonas Dumont) (Nader te onderzoeken; Dumont was immers al in 1859 overleden.)

### Andere gebouwen (nog aan te vullen)
- Brussel, Luxemburgstraat 20-22 (1855-1856)
- Brussel, Guimardstraat 14 -16-18 (1851)

## Fin de carrière in Parijs
Wanneer François Derre teruggekeerd is naar Parijs en welke activiteit hij daar uitgeoefend heeft is nog onbekend.
In de ledenlijst van de Société Générale des Prisons, uitgegeven in Parijs rond 1878, wordt hij vermeld als DERRE, architecte des prisons de Belgique, av. de Wagram 53.
Van 11 tot 13 april 1889 werd in het Hôtel des Commissaires Priseurs te Parijs de Collection de feu M. DERRE geveild, bestaande uit monnaies romaines, grecques, françaises, antiquités, livres. Aangezien de veiling een jaar na zijn overlijden plaatsvond, kan aangenomen worden dat het de nalatenschap van François Derre betreft.